# نامه‌ای به فردی بواش
نامه‌ای به فردی بواش (فرانسوی: Lettre à Freddy Buache‎) یک فیلم کوتاه مستند به کارگردانی ژان-لوک گدار محصول سال ۱۹۸۲ است. این فیلم درباره فردی بواش مدیر ارشد سینما تک سوئیس است.